# بيت اسكندر (الرجم)

تعديل مصدري - تعديل

بيت اسكندر هي إحدى قرى عزلة بني الغذيفي بمديرية الرجم التابعة لمحافظة المحويت، بلغ تعداد سكانها 593 نسمة حسب تعداد اليمن لعام 2004.